# Vasco Artigiani
Vasco Artigiani (Pisa, 31 maggio 1908 – ...) è stato un calciatore italiano, di ruolo centrocampista o difensore.

## Biografia
Era conosciuto anche come Artigiani II per distinguerlo da Athos, anch'egli calciatore del Pisa. Entrambi erano figli di Pilade Artigiani, custode dello stadio pisano, e fratelli della tennista Nicla Migliori.
Dopo aver concluso la carriera calcistica ha lavorato come esattore del gas a Pisa.

## Caratteristiche tecniche
Giocava prevalentemente come centromediano.

## Carriera
Debutta in massima serie nella stagione 1925-1926 con il Pisa, disputando 6 partite di campionato. Con i toscani gioca fino al 1933, quando viene posto in lista di trasferimento insieme al fratello Athos su indicazione del nuovo allenatore György Orth. Rientra in squadra nel 1934, e due anni dopo chiude la sua militanza pisana con 158 presenze complessive.
Lasciati i nerazzurri, gioca nel Montelupo (Sezione Propaganda e Prima Divisione) e nel campionato di Serie C 1938-1939 è nelle file del Dopolavoro Interaziendale Italo Gambacciani. Nell'ottobre 1942 ricompare in campo nelle file del Piacenza, ingaggiato per rinviare la chiamata alle armi, e disputa 3 partite nel campionato di Serie C 1942-1943.